# غلين ميتشيل
غلين ميتشيل (بالإنجليزية: Glenn Mitchell)‏ هو مقدم برامج إذاعية أمريكي، ولد في 28 سبتمبر 1950، وتوفي في 20 نوفمبر 2005.